# Emil Fagure
Emil D. Fagure (n. Samuel Honigman, n. 7 aprilie 1873, Iași, România – d. 16 martie 1948, București, România) a fost un scriitor, traducător, jurnalist, critic si om politic evreu român.